# Jean-Claude Makaya Loembe
Jean-Claude Makaya Loembe (ur. 13 maja 1954 w Pointe-Noire) – kongijski duchowny rzymskokatolicki, w latach 1995-2011 biskup Pointe-Noire.

## Życiorys
Święcenia kapłańskie przyjął 3 lipca 1983. 19 grudnia 1994 został prekonizowany biskupem Pointe-Noire. Sakrę biskupią otrzymał 22 kwietnia 1995. 31 marca 2011 został zwolniony z obowiązków biskupa diecezjalnego.